# Unbeflecktes Herz Mariä (Mandelsloh)

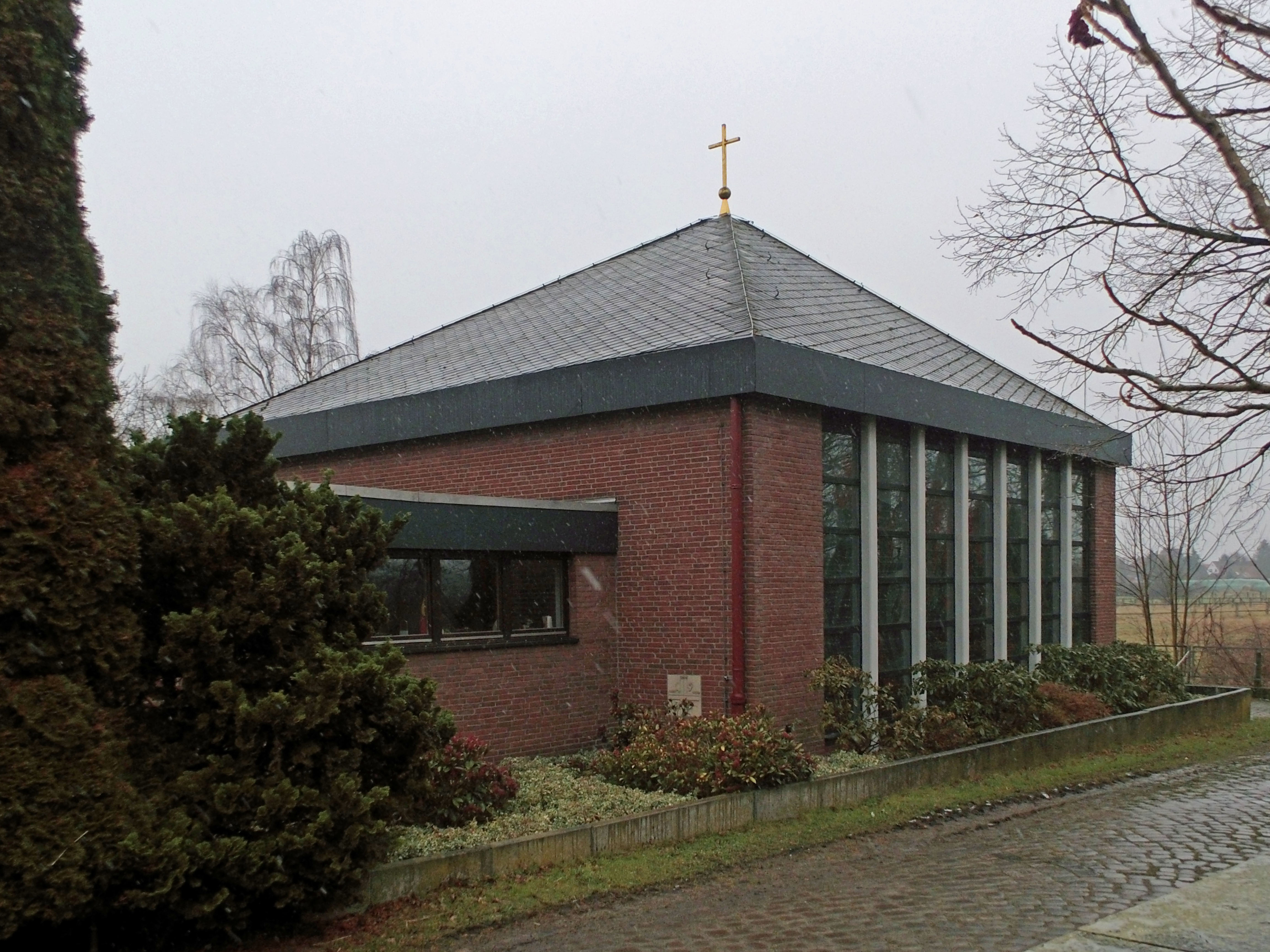
Ehemalige Kirche (2015)

Die Kirche Unbeflecktes Herz Mariä war die katholische Kirche in Mandelsloh, einem Ortsteil von Neustadt am Rübenberge in der Region Hannover in Niedersachsen. Zuletzt gehörte die Kirche zur Pfarrgemeinde St. Peter und Paul mit Sitz in Neustadt am Rübenberge, im Dekanat Hannover des Bistums Hildesheim. Die Kirche trug das Patrozinium Unbeflecktes Herz Mariä und befand sich in der St.-Osdag-Straße 27. Heute befinden sich die nächstgelegenen katholischen Kirchen jeweils etwa 12 km entfernt in Hagen und Schwarmstedt.

## Geschichte
In Folge des Zweiten Weltkriegs vergrößerte sich die Zahl der Katholiken auch im seit der Einführung der Reformation evangelisch-lutherisch geprägten Mandelsloh durch den Zuzug von Flüchtlingen und Heimatvertriebenen aus den Ostgebieten des Deutschen Reiches. Bereits 1946 entstand eine katholische Kirchengemeinde in Mandelsloh, die zunächst ein 1808 erbautes Fachwerkhaus kaufte, es ab 1956 als Pfarrhaus nutzte und dort eine Notkirche einrichtete. Diese Kirche trug bereits das Patrozinium Unbeflecktes Herz Mariä, am 5. Juli 1959 erfolgte ihre Benediktion.
1976 wurde die neue Kirche Unbeflecktes Herz Mariä erbaut. Sie entstand gegenüber der evangelischen St.-Osdag-Kirche. Damals war Karl-Ludwig Herzig (* 1939) Pfarrer in Mandelsloh. Noch um 1990 war Unbeflecktes Herz Mariä eine selbstständige Kirchengemeinde mit Filialkirchen in Hagen und Rodewald. Seit dem 1. November 2006 gehörte die Kirche zur Pfarrgemeinde St. Peter und Paul in Neustadt am Rübenberge, die Pfarrgemeinde Unbeflecktes Herz Mariä in Neustadt-Mandelsloh wurde in diesem Zusammenhang aufgelöst.
Am 2. Juni 2009 erfolgte die Profanierung der Kirche durch Generalvikar Werner Schreer, Kirche und Pfarrhaus wurden noch im gleichen Jahr an privat verkauft.

## Architektur und Ausstattung
Die turmlose Kirche befand sich in knapp 31 Meter Höhe über dem Meeresspiegel. Sie wurde als Massivbau nach den Plänen von Josef Fehlig erbaut, mit quadratischem Grundriss und kreuzbekröntem Pyramidendach.

## Bilder

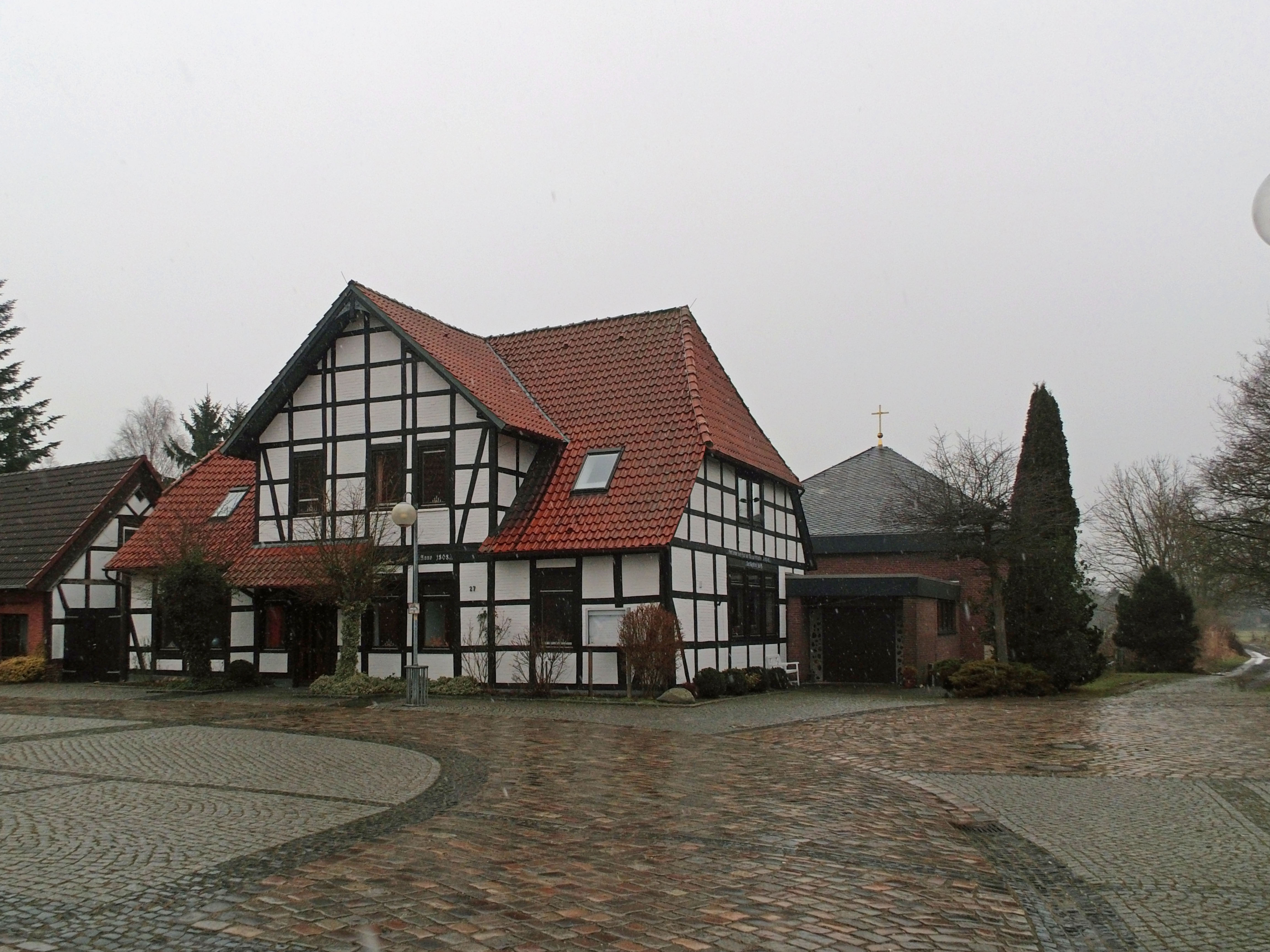
Ehemaliges Pfarrhaus mit Kirche (2015)
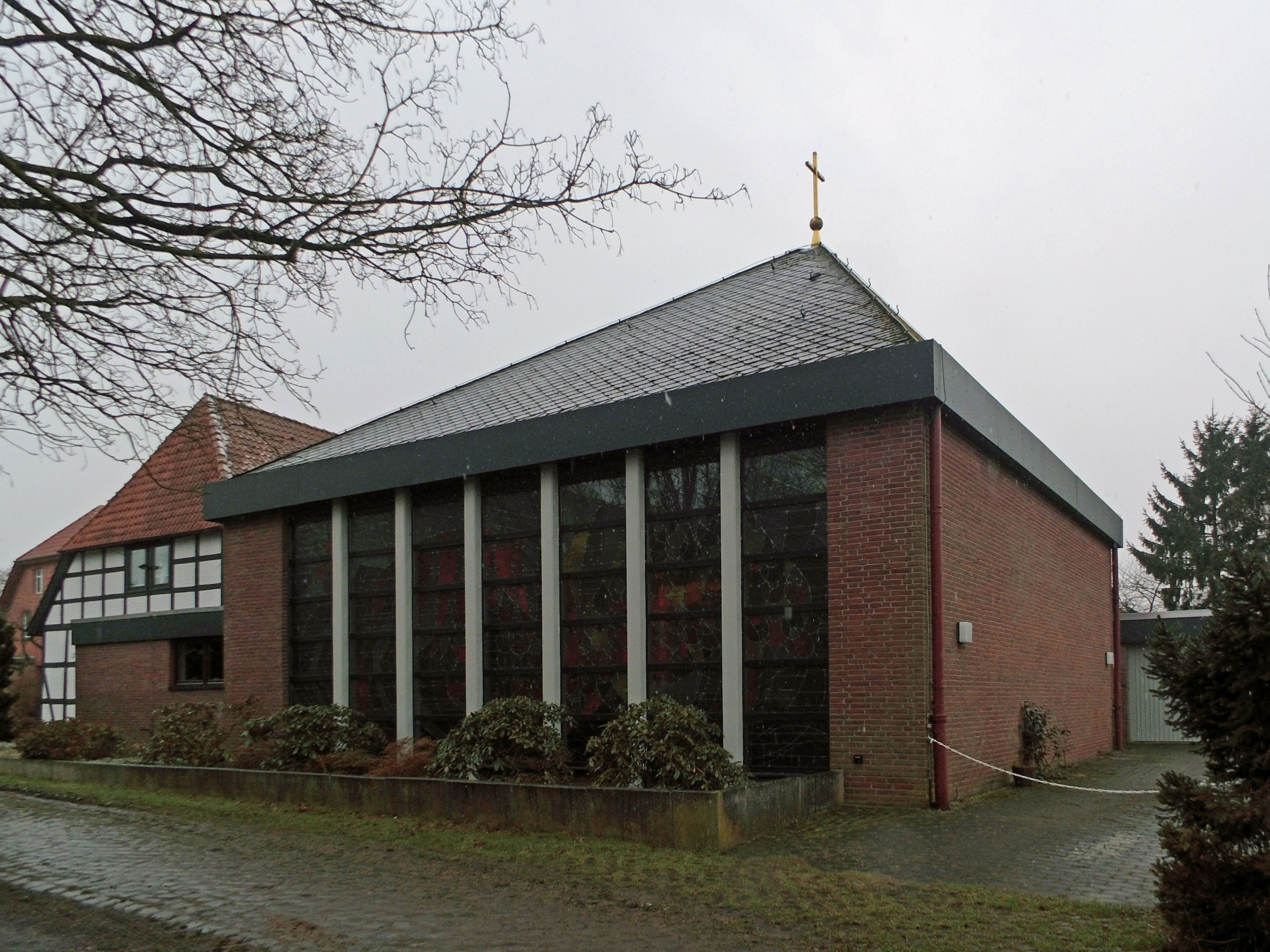
Ehemalige Kirche von Nordosten (2015)
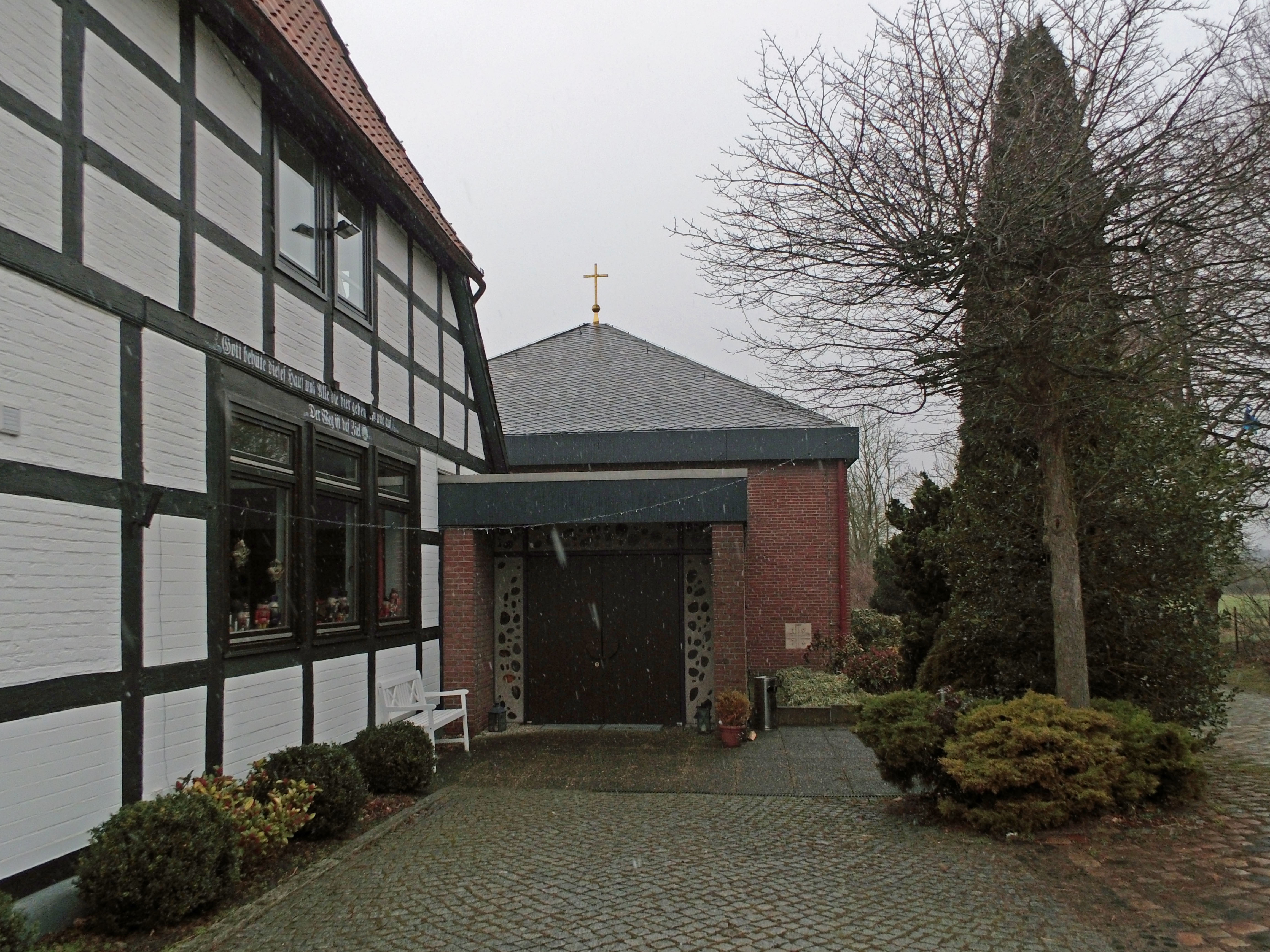
Eingang zur ehemaligen Kirche (2015)